# Hanis
Le hanis, aussi appelé coos, est une langue amérindienne de la famille des langues coos parlée aux États-Unis, sur la côte de l'Oregon, au nord de la baie de Coos. La langue est éteinte. Elle est proche du miluk

## Classification
Edward Sapir a inclus les langues coos dans son hypothèse des langues pénutiennes, au sein du sous-groupe des langues pénutiennes de la côte de l'Oregon.

## Phonologie

### Consonnes
Le tableau comprend les phonèmes consonantiques du hanis, tels qu'ils sont analysés par  E. Buckley.
|               |               | Bilabiale | Dentale | Latérale | Palatale      | Vélaire | Uvulaire | Glottale |
| ------------- | ------------- | --------- | ------- | -------- | ------------- | ------- | -------- | -------- |
| Occlusives    | Sourdes       | p [p]     | t [t]   |          | ķ [kʲ]        | k [k]   | q [q]    | ʔ [ʔ]    |
| Occlusives    | Sonores       | b [b]     | d [d]   |          | ģ [gʲ]        | g [g]   | ɢ [ɢ]    |          |
| Occlusives    | Glottales     | pʼ[pʼ]    | tʼ[tʼ]  |          | ķʾ [kʾʲ]      | kʼ [kʼ] | qʼ [qʼ]  |          |
| Fricatives    | Sourdes       |           | s [s]   | ɬ [ɬ]    | š [ ʃ ] ç [ç] |         | x [χ]    | h [h]    |
| Fricatives    | Sonores       |           |         |          |               |         | ɣ [ʁ]    |          |
| Affriquées    | Sourdes       |           | c [t͡s]  | ƛ [t͡ɬ]   | č [ t͡ʃ ]      |         |          |          |
| Affriquées    | Sonores       |           | dz [d͡z] | dl [d͡ɮ]  | j [ d͡ʒ]       |         |          |          |
| Affriquées    | Glottales     |           |         | ƛʾ [t͡ɬʼ] | čʼ [ t͡ʃʼ]     |         |          |          |
| Nasales       | Nasales       | m [m]     | n [n]   |          |               |         |          |          |
| Liquides      | Liquides      |           | r [r]   | l [l]    |               |         |          |          |
| Semi-voyelles | Semi-voyelles | w [w]     |         |          | y [ j]        |         |          |          |